# Могзон (смт)
Могзо́н (рос. Могзон) — селище міського типу у складі Хілоцького району Забайкальського краю, Росія. Адміністративний центр Могзонського міського поселення.

## Населення
Населення — 3856 осіб (2010; 4455 у 2002).